# Crassivesica
Crassivesica là một chi bướm đêm thuộc họ Noctuidae. Chi này được Crassivesica Hardwick phát hiện năm 1970.

## Các loài
- Crassivesica bocha (Morrison, 1874)